# Buona giornata e...
Buona giornata e... è un album raccolta del gruppo musicale italiano dei Ricchi e Poveri, pubblicato nel 1990 dalla EMI.

## Descrizione
In questo lavoro sono presenti due canzoni inedite su album: Chi voglio sei tu, proposta al Festival di Sanremo 1989, e Buona giornata, brano portato al Festival, invece, nel 1990 e a cui si ispira il titolo dell'album. Le altre otto tracce del disco rappresentano brani importanti della carriera del gruppo, qui rieseguiti in una nuova versione. Alcuni di questi erano ricordati solo nelle interpretazioni degli anni settanta, ai tempi in cui i membri del gruppo erano quattro, e mai riproposti su LP in veste di trio fino a questo momento. Tra questi Che sarà, La prima cosa bella, In questa città, Una musica e L'ultimo amore. I rimanenti sono brani incisi dopo la defezione di Marina Occhiena, avvenuta nel 1981, che, perciò, erano stati eseguiti in trio fin dal principio: Se m'innamoro, M'innamoro di te e Sei la sola che amo. Per i Ricchi e Poveri si tratta del primo album ufficiale in cui si cimentano nella rielaborazione dei loro pezzi storici per curarne una nuova esecuzione (a questo seguiranno I più grandi successi del 1994, Parla col cuore del 1999 e Perdutamente amore del 2012). L'intento è quello di celebrare i vent'anni ormai trascorsi dal loro primo successo, La prima cosa bella (secondo classificato al Festival di Sanremo 1970).
Nella stagione televisiva 1990-1991 il gruppo entra a far parte del cast della popolare trasmissione di Rai 1 Domenica in, condotta da Gigi Sabani per la regia di Gianni Boncompagni. Nel corso del programma i Ricchi e Poveri promuovono le tracce del disco ed hanno occasione di interpretare varie canzoni della musica italiana in stile vocale (esperienza che li porterà a realizzare un album di cover dal titolo Allegro italiano nel 1992). Viene affidata a loro anche la sigla del programma, una canzone dal titolo Una domenica con te, da loro stessi composta. Per questo motivo, la EMI ristampa l'album Buona giornata e..., inserendo tale sigla al posto del brano Una musica (che viene scelto però come lato B del 45 giri che porta sul lato A Una domenica con te). Questa riedizione del long-playing varia il titolo in Una domenica con te.

## Buona giornata
In contemporanea al 33 giri, esce il singolo Buona giornata, che i Ricchi e Poveri hanno presentato in gara al Festival di Sanremo del 1990 con un abbinamento inizialmente previsto con il gruppo vocale statunitense dei Manhattan Transfer, che declinarono l'invito, con rammarico degli autori, visto che a loro dire il brano ben si adattava allo stile ed all'impasto vocale del complesso statunitense. La scelta allora ricade sul cantante brasiliano Jorge Ben, che ne propone una versione in portoghese intitolata "Boa jornada" (infatti in quell'edizione era prevista la presentazione dei brani da parte di artisti internazionali). Successivamente, il brano viene ripreso in chiave ironica da Elio e le Storie Tese. Nel 1991 viene tradotto in spagnolo e interpretato dal cantante messicano Manuel Mijares, assumendo così il nuovo titolo Buena fortuna, inserito nell'album Que Nada Nos Separe. L'anno successivo diventa la sigla dell'omonimo programma quotidiano di Rete 4 condotto da Patrizia Rossetti con la partecipazione degli stessi Ricchi e Poveri.

## Tracce

### Album"Buona giornata e..."(1990)
Lato A
1. Buona giornata (Depsa/Paoluzzi/Cosma) 3.37
2. Se m'innamoro (Minellono/Farina) 3.53
3. L'ultimo amore (Ever lasting love) (Cason/Gayden) 3.56
4. La prima cosa bella (Mogol/Di Bari/Reverberi) 4.15
5. M'innamoro di te (Minellono/Farina) 3.34

Lato B
1. In questa città (Capuano/Califano/Vianello) 3.52
2. Sei la sola che amo (Minellono/Farina) 3.57
3. Che sarà (Migliacci/Fontana/Greco/Pes) 3.46
4. Una musica (Limiti/Migliardi/Bongiorno/Seymandi) 4.17
5. Chi voglio sei tu (Cogliati/Cassano) 3.58

### Album"Una domenica con te"(1990)
Lato A
1. Una domenica con te (Rosset/Brambati/Gatti/Sotgiu) 3.18
2. Buona giornata (Depsa/Paoluzzi/Cosma) 3.37
3. Se m'innamoro (Minellono/Farina) 3.53
4. L'ultimo amore (Ever lasting love) (Cason/Gayden) 3.56
5. In questa città (Capuano/Califano/Vianello) 3.52

Lato B
1. M'innamoro di te (Minellono/Farina) 3.34
2. La prima cosa bella (Mogol/Di Bari/Reverberi) 4.15
3. Che sarà (Migliacci/Fontana/Greco/Pes) 3.46
4. Sei la sola che amo (Minellono/Farina) 3.57
5. Chi voglio sei tu (Cogliati/Cassano) 3.58

## Singoli 1989/1990
- Chi voglio sei tu/Lasciami provare un'emozione (EMI Italiana, 06 1188277) - 1989
- Buona giornata/Se m'innamoro (EMI Italiana, 06 1188417) - 1990
- Una domenica con te/Una musica (EMI Italiana) - 1990

## Formazione
Musicisti
- Ricchi e Poveri (Angela Brambati, Angelo Sotgiu, Franco Gatti): voci
- Arrangiamenti: Sergio Conforti (alias Rocco Tanica), Maurizio Bassi, Vittorio Cosma, Piero Cassano, Mauro Paoluzzi

Produzione
- "Buona giornata": Edizioni musicali Chappell/EMI Music Publishing Italia s.r.l./Allione
- "Se m'innamoro"; "M'innamoro di te"; "Sei la sola che amo": Edizioni musicali Televis/Allione
- "La prima cosa bella": Edizioni musicali BMG Ricordi
- "In questa città": Edizioni musicali BMG Ariola/Vianello
- "Che sarà": Edizioni musicali BMG Ariola/Musica
- "Chi voglio sei tu": Edizioni musicali Unalira/EMI Publishing Italia s.r.l./Pappagajo
- "Una domenica con te": Edizioni musicali Liking/Dudu
- Produzione: Mauro Paoluzzi - EMI Music Italy, 1990

## Classifiche

### Posizione massima
| Paese  | Posizione |
| ------ | --------- |
| Italia | 31        |

### Posizione di fine anno
| Anno | Paese  | Posizione |
| ---- | ------ | --------- |
| 1990 | Italia | 66        |

## Dettagli pubblicazione
| Paese  | Data | Titolo              | Etichetta    | Formato | Nº Catalogo |
| ------ | ---- | ------------------- | ------------ | ------- | ----------- |
| Italia | 1990 | Buona giornata e... | EMI Italiana | 33 giri | 64-7940651  |
| Italia | 1990 | Una domenica con te | EMI Italiana | 33 giri | 7955581     |

Pubblicazione & Copyright: 1990 - EMI Italiana - Milano.

Distribuzione: EMI Italiana - Milano.